# دانه‌کوب

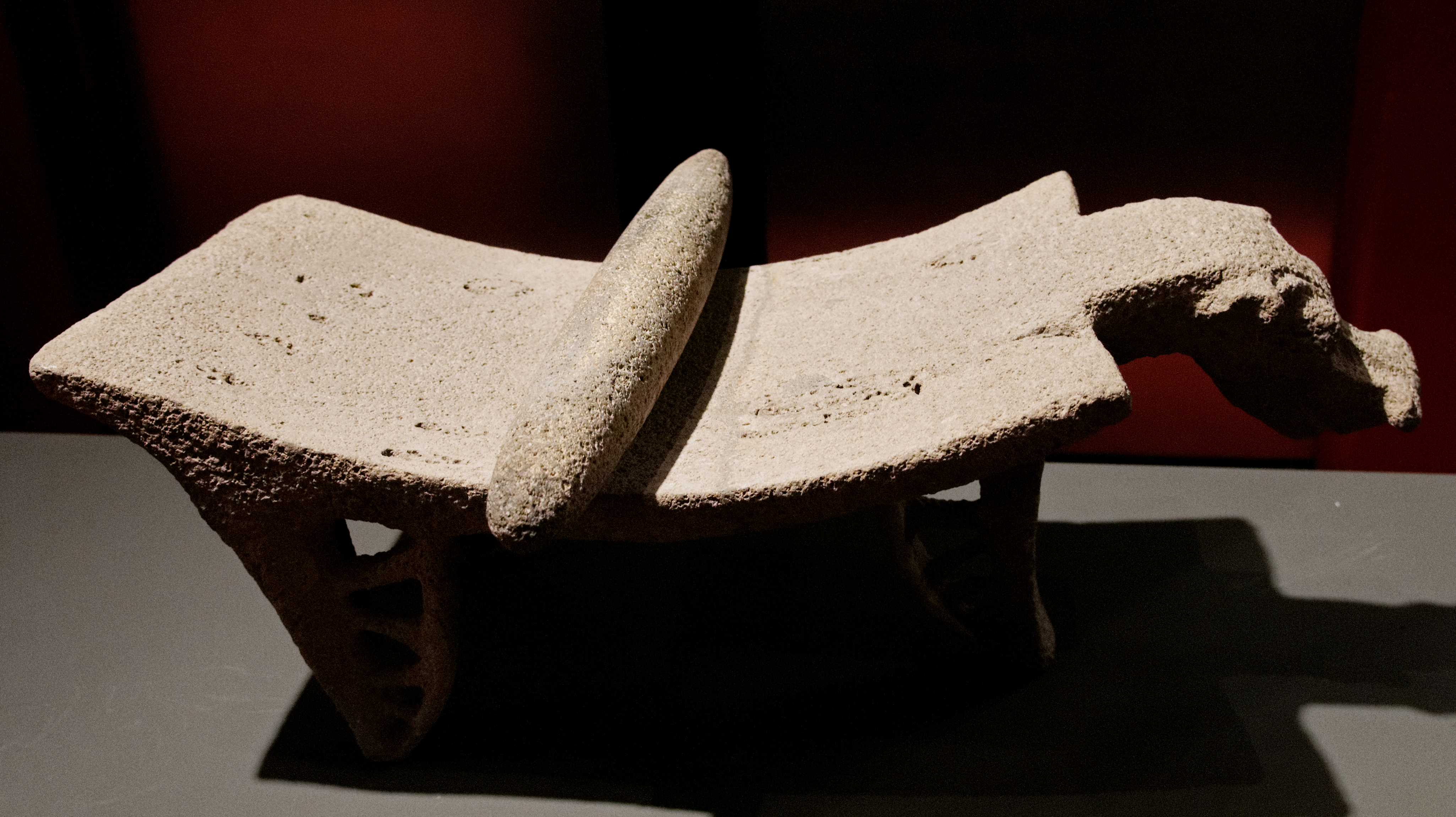
یک کابیله تاریخی و دانه‌کوب بر روی آن. (کستاریکا).

دانه‌کوب ابزار سنگی دستی است که با هاون مسطحی به نام کابیله استفاده می‌شود و برای کوبیدن غلات کاربرد دارد.
دانه‌کوب در دوران پیش از تاریخ، بیشتر برای آماده‌سازی دانه‌های گیاهان خودرو استفاده می‌شد؛ اما در دوران کشاورزی، به ویژه در میان سرخ‌پوستان آمریکا، از آن بیشتر برای کوبیدن دانه‌های ذرت و تهیهٔ تورتیلا بهره می‌گرفتند. در دوران پیش از تاریخ، دانه‌کوب‌ها کوچک‌تر بودند و یک‌دستی استفاده می‌شدند؛ اما با کشت ذرت و افزایش کاربرد این ابزار، دانه‌کوب‌ها نیز بزرگ‌تر ساخته شدند و کاربرد آن‌ها دودستی شد.
از دانه‌کوب برای جدا کردن گل از سنگ‌ها به منظور استفاده از گل در کوزه‌گری نیز بهره می‌گرفتند.